# 기억흔적 (신경심리학)
기억흔적(記憶痕跡, 영어: Engram, 독일어: Engramm)은 기억에 대해 뇌에서 형성되는 생물학적인 구조를 가리킨다. 여러 수준에서 생각할 수 있다.

## 기능
외부 정보를 암호화하여 보관하고 필요할 때 상기하는 과정으로 뇌의 각 부분을 기억 흔적이 이동한다. 이를 기억 고정화라 한다.

## 양자
기억이 형성되었을 때 활성화되고, 그 활성이 유지되는 분자가 있으면 그것은 분자 수준에서의 기억 흔적으로 생각된다. 칼슘 칼모듈린 의존성 단백질 키나제 II (CaMKII)가 해당하는 것으로 간주된 적이 있었다. 이는 CaMKII가 일단 활성화되면 자기 인산화를 일으켜, 활성형이 되고, 그것이 적어도 시험관 내에서 장기 유지하는 것에서 제창된 것이다. 하지만 FRET을 이용한 관찰에 의해, CaMKII의 활성화는 몇 분에서 떨어지는 것을 알아, 현재는 분자 수준의 기억 흔적이 뚜렷한 것은 없다.

## 연접
기억 형성에 따라 연접 반응의 증강 또는 감약이 일어나, 연접 간의 정보 전달 효율이 향상된다. 이를 연접의 가소성 변화라 불러, 기억 흔적의 한 형태로 간주되고 있다. 위의 분자 수준의 기억 흔적의 역할 중 하나는, 연접 반응의 가소적 변화를 일으키는 것이다. 연접 가소성에는 장기 강화 현상, 장기 억압 현상 등이 존재한다.

## 세포망
연접 반응의 증강에 의해 동시에 발화하는 세포군이 형성된다. 이를 신경 세포 접착체라 하며, 신경 회로 수준의 기억 흔적으로 생각된다. 이는 헵형 연접 가소성을 제창한 도널드 O. 헤브에 의해 제창됐다. 예전엔 어디까지나 가상의 물건이었지만 최근 광 유전학의 발달로 신경 세포 접착체를 구성하는 신경 세포의 활성을 조절하고 직접 관찰할 수 있어져, 연구가 진행하고 있다.

## 같이 보기
- 신경심리학
- 다중 흔적론
- 삼스카라
- 칼 래슐리